# الدوري الإيطالي الدرجة الثانية 1939–40
الدوري الإيطالي الدرجة الثانية 1939–40 (بالإيطالية: Serie B 1939-1940)‏ هو موسم من الدوري الإيطالي الدرجة الثانية. أقيم خلال الفترة 17 سبتمبر 1939 وحتى 16 يونيو 1940، وكان عدد الأندية المشاركة فيه 18، وفاز فيه أتالانتا.